# Eleições autárquicas portuguesas de 1976 no distrito de Setúbal
| Eleições autárquicas portuguesas de 1976 Distritos: Aveiro \| Beja \| Braga \| Bragança \| Castelo Branco \| Coimbra \| Évora \| Faro \| Guarda \| Leiria \| Lisboa \| Portalegre \| Porto \| Santarém \| Setúbal \| Viana do Castelo \| Vila Real \| Viseu \| Açores \| Madeira |

## Resultados por concelho
Os resultados nos concelhos do distrito de Setúbal foram os seguintes:

### Alcácer do Sal
| Partido                 | Partido                     | Votos  | %               | Vereadores |
| ----------------------- | --------------------------- | ------ | --------------- | ---------- |
|                         | Frente Eleitoral Povo Unido | 4 759  | 55,13 / 100,00  | 5 / 7      |
|                         | Partido Socialista          | 2 800  | 32,43 / 100,00  | 2 / 7      |
|                         | Centro Democrático Social   | 596    | 6,90 / 100,00   | 0 / 7      |
| Votos Inválidos         | Votos Inválidos             | 478    | 5,53 / 100,00   |            |
| Total                   | Total                       | 8 633  | 100,00 / 100,00 | 7 / 7      |
| Eleitorado/Participação | Eleitorado/Participação     | 12 495 | 69,09 / 100,00  |            |

### Alcochete
| Partido                 | Partido                                 | Votos | %               | Vereadores |
| ----------------------- | --------------------------------------- | ----- | --------------- | ---------- |
|                         | Partido Socialista                      | 2 375 | 45,85 / 100,00  | 3 / 5      |
|                         | Frente Eleitoral Povo Unido             | 2 254 | 43,51 / 100,00  | 2 / 5      |
|                         | Grupos Dinamizadores de Unidade Popular | 284   | 5,48 / 100,00   | 0 / 5      |
|                         | MRPP                                    | 94    | 1,81 / 100,00   | 0 / 5      |
| Votos Inválidos         | Votos Inválidos                         | 173   | 3,34 / 100,00   |            |
| Total                   | Total                                   | 5 180 | 100,00 / 100,00 | 5 / 5      |
| Eleitorado/Participação | Eleitorado/Participação                 | 7 450 | 69,53 / 100,00  |            |

### Almada
| Partido                 | Partido                                            | Votos   | %               | Vereadores |
| ----------------------- | -------------------------------------------------- | ------- | --------------- | ---------- |
|                         | Frente Eleitoral Povo Unido                        | 27 259  | 42,59 / 100,00  | 6 / 11     |
|                         | Partido Socialista                                 | 21 589  | 33,73 / 100,00  | 4 / 11     |
|                         | Grupos Dinamizadores de Unidade Popular            | 4 559   | 7,12 / 100,00   | 1 / 11     |
|                         | Partido Social Democrata                           | 3 966   | 6,20 / 100,00   | 0 / 11     |
|                         | Centro Democrático Social                          | 3 845   | 6,01 / 100,00   | 0 / 11     |
|                         | MRPP                                               | 800     | 1,25 / 100,00   | 0 / 11     |
|                         | Partido Comunista de Portugal (marxista-leninista) | 337     | 0,53 / 100,00   | 0 / 11     |
|                         | Liga Comunista Internacionalista                   | 85      | 0,13 / 100,00   | 0 / 11     |
| Votos Inválidos         | Votos Inválidos                                    | 1 556   | 2,43 / 100,00   |            |
| Total                   | Total                                              | 63 996  | 100,00 / 100,00 | 11 / 11    |
| Eleitorado/Participação | Eleitorado/Participação                            | 102 726 | 62,30 / 100,00  |            |

### Barreiro
| Partido                 | Partido                                            | Votos  | %               | Vereadores |
| ----------------------- | -------------------------------------------------- | ------ | --------------- | ---------- |
|                         | Frente Eleitoral Povo Unido                        | 23 417 | 58,62 / 100,00  | 6 / 9      |
|                         | Partido Socialista                                 | 10 780 | 26,99 / 100,00  | 3 / 9      |
|                         | Grupos Dinamizadores de Unidade Popular            | 2 789  | 6,98 / 100,00   | 0 / 9      |
|                         | Centro Democrático Social                          | 1 077  | 2,70 / 100,00   | 0 / 9      |
|                         | MRPP                                               | 533    | 1,33 / 100,00   | 0 / 9      |
|                         | Partido Comunista de Portugal (marxista-leninista) | 361    | 0,90 / 100,00   | 0 / 9      |
| Votos Inválidos         | Votos Inválidos                                    | 988    | 2,47 / 100,00   |            |
| Total                   | Total                                              | 39 945 | 100,00 / 100,00 | 9 / 9      |
| Eleitorado/Participação | Eleitorado/Participação                            | 57 415 | 69,57 / 100,00  |            |

### Grândola
| Partido                 | Partido                                 | Votos  | %               | Vereadores |
| ----------------------- | --------------------------------------- | ------ | --------------- | ---------- |
|                         | Frente Eleitoral Povo Unido             | 5 311  | 56,47 / 100,00  | 4 / 7      |
|                         | Partido Socialista                      | 3 370  | 35,83 / 100,00  | 3 / 7      |
|                         | Grupos Dinamizadores de Unidade Popular | 420    | 4,47 / 100,00   | 0 / 7      |
| Votos Inválidos         | Votos Inválidos                         | 304    | 3,24 / 100,00   |            |
| Total                   | Total                                   | 9 405  | 100,00 / 100,00 | 7 / 7      |
| Eleitorado/Participação | Eleitorado/Participação                 | 12 737 | 73,84 / 100,00  |            |

### Moita
| Partido                 | Partido                                            | Votos  | %               | Vereadores |
| ----------------------- | -------------------------------------------------- | ------ | --------------- | ---------- |
|                         | Frente Eleitoral Povo Unido                        | 13 605 | 63,82 / 100,00  | 6 / 7      |
|                         | Partido Socialista                                 | 4 507  | 21,14 / 100,00  | 1 / 7      |
|                         | Grupos Dinamizadores de Unidade Popular            | 2 068  | 9,70 / 100,00   | 0 / 7      |
|                         | MRPP                                               | 298    | 1,40 / 100,00   | 0 / 7      |
|                         | Partido Comunista de Portugal (marxista-leninista) | 264    | 1,24 / 100,00   | 0 / 7      |
| Votos Inválidos         | Votos Inválidos                                    | 575    | 2,70 / 100,00   |            |
| Total                   | Total                                              | 21 317 | 100,00 / 100,00 | 7 / 7      |
| Eleitorado/Participação | Eleitorado/Participação                            | 30 171 | 70,65 / 100,00  |            |

### Montijo
| Partido                 | Partido                                            | Votos  | %               | Vereadores |
| ----------------------- | -------------------------------------------------- | ------ | --------------- | ---------- |
|                         | Partido Socialista                                 | 6 132  | 37,76 / 100,00  | 3 / 7      |
|                         | Frente Eleitoral Povo Unido                        | 6 101  | 37,57 / 100,00  | 3 / 7      |
|                         | Partido Social Democrata                           | 2 107  | 12,97 / 100,00  | 1 / 7      |
|                         | Grupos Dinamizadores de Unidade Popular            | 661    | 4,07 / 100,00   | 0 / 7      |
|                         | MRPP                                               | 330    | 2,03 / 100,00   | 0 / 7      |
|                         | Partido Comunista de Portugal (marxista-leninista) | 330    | 2,03 / 100,00   | 0 / 7      |
| Votos Inválidos         | Votos Inválidos                                    | 578    | 3,56 / 100,00   |            |
| Total                   | Total                                              | 16 239 | 100,00 / 100,00 | 7 / 7      |
| Eleitorado/Participação | Eleitorado/Participação                            | 26 059 | 62,32 / 100,00  |            |

### Palmela
| Partido                 | Partido                     | Votos  | %               | Vereadores |
| ----------------------- | --------------------------- | ------ | --------------- | ---------- |
|                         | Frente Eleitoral Povo Unido | 6 323  | 43,42 / 100,00  | 4 / 7      |
|                         | Partido Socialista          | 5 687  | 39,05 / 100,00  | 3 / 7      |
|                         | Partido Social Democrata    | 1 392  | 9,56 / 100,00   | 0 / 7      |
|                         | Centro Democrático Social   | 360    | 2,47 / 100,00   | 0 / 7      |
|                         | MRPP                        | 235    | 1,61 / 100,00   | 0 / 7      |
| Votos Inválidos         | Votos Inválidos             | 565    | 3,88 / 100,00   |            |
| Total                   | Total                       | 14 562 | 100,00 / 100,00 | 7 / 7      |
| Eleitorado/Participação | Eleitorado/Participação     | 25 074 | 58,08 / 100,00  |            |

### Santiago do Cacém
| Partido                 | Partido                                 | Votos  | %               | Vereadores |
| ----------------------- | --------------------------------------- | ------ | --------------- | ---------- |
|                         | Frente Eleitoral Povo Unido             | 6 492  | 45,77 / 100,00  | 4 / 7      |
|                         | Partido Socialista                      | 4 878  | 34,39 / 100,00  | 3 / 7      |
|                         | Partido Social Democrata                | 1 409  | 9,93 / 100,00   | 0 / 7      |
|                         | Grupos Dinamizadores de Unidade Popular | 566    | 3,99 / 100,00   | 0 / 7      |
|                         | Centro Democrático Social               | 264    | 1,86 / 100,00   | 0 / 7      |
| Votos Inválidos         | Votos Inválidos                         | 576    | 4,06 / 100,00   |            |
| Total                   | Total                                   | 14 185 | 100,00 / 100,00 | 7 / 7      |
| Eleitorado/Participação | Eleitorado/Participação                 | 19 790 | 71,68 / 100,00  |            |

### Seixal
| Partido                 | Partido                                            | Votos  | %               | Vereadores |
| ----------------------- | -------------------------------------------------- | ------ | --------------- | ---------- |
|                         | Frente Eleitoral Povo Unido                        | 14 744 | 53,28 / 100,00  | 5 / 7      |
|                         | Partido Socialista                                 | 8 535  | 30,84 / 100,00  | 2 / 7      |
|                         | Grupos Dinamizadores de Unidade Popular            | 1 345  | 4,86 / 100,00   | 0 / 7      |
|                         | Partido Social Democrata                           | 1 007  | 3,64 / 100,00   | 0 / 7      |
|                         | Centro Democrático Social                          | 809    | 2,92 / 100,00   | 0 / 7      |
|                         | MRPP                                               | 371    | 1,34 / 100,00   | 0 / 7      |
|                         | Partido Comunista de Portugal (marxista-leninista) | 230    | 0,83 / 100,00   | 0 / 7      |
| Votos Inválidos         | Votos Inválidos                                    | 631    | 2,28 / 100,00   |            |
| Total                   | Total                                              | 27 672 | 100,00 / 100,00 | 7 / 7      |
| Eleitorado/Participação | Eleitorado/Participação                            | 41 045 | 67,42 / 100,00  |            |

### Sesimbra
| Partido                 | Partido                                 | Votos  | %               | Vereadores |
| ----------------------- | --------------------------------------- | ------ | --------------- | ---------- |
|                         | Frente Eleitoral Povo Unido             | 4 127  | 43,26 / 100,00  | 4 / 7      |
|                         | Partido Socialista                      | 3 459  | 36,26 / 100,00  | 3 / 7      |
|                         | Partido Social Democrata                | 605    | 6,34 / 100,00   | 0 / 7      |
|                         | Centro Democrático Social               | 421    | 4,41 / 100,00   | 0 / 7      |
|                         | Grupos Dinamizadores de Unidade Popular | 271    | 2,84 / 100,00   | 0 / 7      |
|                         | MRPP                                    | 239    | 2,51 / 100,00   | 0 / 7      |
| Votos Inválidos         | Votos Inválidos                         | 418    | 4,38 / 100,00   |            |
| Total                   | Total                                   | 9 540  | 100,00 / 100,00 | 7 / 7      |
| Eleitorado/Participação | Eleitorado/Participação                 | 14 376 | 66,36 / 100,00  |            |

### Setúbal
| Partido                 | Partido                                            | Votos  | %               | Vereadores |
| ----------------------- | -------------------------------------------------- | ------ | --------------- | ---------- |
|                         | Partido Socialista                                 | 16 380 | 38,31 / 100,00  | 4 / 9      |
|                         | Frente Eleitoral Povo Unido                        | 14 867 | 34,78 / 100,00  | 4 / 9      |
|                         | Grupos Dinamizadores de Unidade Popular            | 4 487  | 10,50 / 100,00  | 1 / 9      |
|                         | Partido Social Democrata                           | 3 025  | 7,08 / 100,00   | 0 / 9      |
|                         | Centro Democrático Social                          | 1 970  | 4,61 / 100,00   | 0 / 9      |
|                         | MRPP                                               | 378    | 0,88 / 100,00   | 0 / 9      |
|                         | Partido Comunista de Portugal (marxista-leninista) | 278    | 0,65 / 100,00   | 0 / 9      |
|                         | Liga Comunista Internacionalista                   | 119    | 0,28 / 100,00   | 0 / 9      |
| Votos Inválidos         | Votos Inválidos                                    | 1 247  | 2,92 / 100,00   |            |
| Total                   | Total                                              | 42 751 | 100,00 / 100,00 | 9 / 9      |
| Eleitorado/Participação | Eleitorado/Participação                            | 64 004 | 66,79 / 100,00  |            |

### Sines
| Partido                 | Partido                     | Votos | %               | Vereadores |
| ----------------------- | --------------------------- | ----- | --------------- | ---------- |
|                         | Frente Eleitoral Povo Unido | 2 470 | 54,96 / 100,00  | 3 / 5      |
|                         | Partido Socialista          | 1 599 | 35,58 / 100,00  | 2 / 5      |
|                         | Centro Democrático Social   | 132   | 2,94 / 100,00   | 0 / 5      |
|                         | MRPP                        | 105   | 2,34 / 100,00   | 0 / 5      |
| Votos Inválidos         | Votos Inválidos             | 188   | 4,18 / 100,00   |            |
| Total                   | Total                       | 4 494 | 100,00 / 100,00 | 5 / 5      |
| Eleitorado/Participação | Eleitorado/Participação     | 7 189 | 62,51 / 100,00  |            |